# أومو توريه
أومو توريه (بالفرنسية: Oumou Touré)‏ مواليد 18 فبراير 1988، هي لاعبة كرة سلة سنغالية. تلعب في الدوري الفرنسي لكرة السلة للسيدات كلاعب وسط. يبلغ طولها 6 قدم 2 بوصة (1.9 م). مثلت منتخب بلادها. شاركت في دورة الألعاب الأولمبية الصيفية سنة 2016.

## روابط خارجية
- أومو توريه على موقع الاتحاد الدولي لكرة السلة (الإنجليزية)
- أومو توريه على موقع كرة السلة الأوروبية.كوم (الإنجليزية)
- أومو توريه على موقع بروبوليرز (الإنجليزية)
- أومو توريه على موقع سبورتس رفرنس (الإنجليزية)
- أومو توريه على موقع أوليمبيديا (الإنجليزية)